# منطقة ليمان
منطقة ليمان وتُلفظ بالأوكرانية ليمان رايون (بالأوكرانية: Лиманський район) و (بالروسية: Лиманский район) وتكتب بالأحرف اللاتينية (باللاتينية: Lymans'kyi raion) كانت رايون (منطقة) داخل مقاطعة دونتسك في شرق أوكرانيا ومركزها الإداري ليمان، ولكنها دُمجت بشكل منفصل لتصبح مدينة ذات أهمية إقليمية [الإنجليزية]. مساحتها 1018 كيلومتر مربع (393 ميل مربع)1,018 كـم2 (393 ميل2) وعدد سكانها حوالي 21881 (تقديرات 2013).
في عام 2016 أُلغيت منطقة ليمان ولم تعد تابعة لمقاطعة دونتسك ودُمجت لتصبح مدينة ذات أهمية اقليمية، سابقا كانت تُسمى مجتمع كراسني ليمان الإقليمي المتحد.

## التاريخ
قبل عام 1917 ، كانت المنطقة جزءً من مقاطعة خاركوف.
حتى مايو 2016 كانت تُعرف باسم ليمان الحمراء كراسني ليمان (الأوكرانية: Краснолиманський район). في 19 مايو 2016 اتخذ البرلمان الأوكراني قراراً بإعادة تسمية منطقة ليمان الحمراء ليصبح منطقة ليمان وفقاً للقانون الذي يحظر الأسماء ذات الأصل الشيوعي.

## التركيبة السكانية
حسب الإحصاء الأوكراني 2001:
- أوكران: 53.3%
- روس: 45%